# International Rules Football
International Rules Football ook wel bekend als Inter Rules is een combinatie van Gaelic football en Australian rules football. Omdat beide sporten enkel in eigen land kunnen worden uitgeoefend en er dus geen landencompetitie is, is er elk jaar een wedstrijd van beide teams tegen elkaar. Het ene jaar is dit in Ierland, het jaar erop in Australië.